# FC 바젤
FC 바젤(독일어: Fussball Club Basel)은 스위스의 바젤을 연고지로 하고 있는 축구 클럽이며 FC 취리히와 FC 바르셀로나의 창단을 주도한 호안 감페르가 창단에 기여하였다.
바젤은 스위스 축구에서 성공적인 팀 가운데 하나로 스위스 슈퍼리그를 20회 우승했는데 이는 스위스 축구 클럽 가운데 두 번째에 해당하는 기록이다. 2006-07 시즌에는 승점 1점차로 FC 취리히에 이어 리그 2위를 차지하였는데 리그 경기에서 FC 취리히와의 세번의 경기를 모두 승리했음에도 불구하고 2위를 하였다.
바젤은 1999-2000시즌부터 거의 매시즌마다 유럽대회에 진출해오고 있다. 2001-02시즌엔 UEFA 인터토토컵 결승에서 애스턴 빌라에 패하였고 2002-03시즌엔 16개 팀이 경쟁하는 2차 조별리그까지 진출하였다. 2005-06시즌엔 UEFA컵 8강에 진출하였다.
2011-12 시즌 챔피언스리그에서는 SL 벤피카 맨체스터 유나이티드 FC 그리고 FC 오첼룰 갈라치와 함께 C조에 편성되었다. 이 시즌 바젤은 3라운드에 SL 벤피카와의 홈경기에서 0-2로 패한 것을 제외하고는 나머지 경기에서 인상적인 모습을 보이며 최종 라운드인 맨체스터 유나이티드 FC를 꺾고 벤피카에 이어 C조 2위로 16강에 진출하였다.
2012-13 시즌 유로파리그에서 바젤은 8강전에서 토트넘 홋스퍼를 총합 스코어 2-2 결국 승부차기에서 승리를 거둠으로써 구단 최초로 유로파 리그 4강에 진출한 바 있다.

## 역대 성적
- 스위스 슈퍼리그
  - 우승 (21): 1952–53, 1966–67, 1968–69, 1969–70, 1971–72, 1972–73, 1976–77, 1979–80, 2001–02, 2003–04, 2004–05, 2007–08, 2009–10, 2010-11, 2011-12, 2012–13, 2013–14, 2014–15, 2015–16, 2016–17, 2024–25

- 스위스컵

우승 (12회) : 1932–33, 1946–47, 1962–63, 1966–67, 1974–75, 2001–02, 2002–03, 2006–07, 2007–08, 2009–10, 2011–12, 2016–17
준우승 (6회) : 1942, 1944, 1970, 1972, 1973, 1982
- 스위스 리그컵

우승 (1회) : 1973
준우승 (1회) : 1979
- 코파 델레 알피

우승 (3회) : 1969, 1970, 1981
준우승 (4회) : 1968, 1971, 1974, 1975

### 국제 대회

#### 유럽 대회
- UEFA 유로파리그
  - 8강 (1): 2005-06 시즌 유로파리그
  - 4강 (1): 2012-13 시즌 유로파리그
- UEFA 인터토토컵 준우승 1회
  - 준우승(1): 1999

## 선수 명단

### 현역
참고: FIFA 자격 규정에 따라 소속된 국가대표팀 국기를 표시합니다. 선수는 복수의 FIFA 비회원국 국적을 가지고 있을 수 있습니다.
| 번호 | 포지션 | 국적       | 이름          |
| ---- | ------ | ---------- | ------------- |
| 5    | MF     |            | 메티뉴        |
| 7    | FW     | 나이지리아 | 필립 오텔     |
| 8    | MF     | 포르투갈   | 호마리우 바루 |
| 17   | DF     |            | 조 멘데스     |

| 번호 | 포지션 | 국적                  | 이름                   |
| ---- | ------ | --------------------- | ---------------------- |
| 21   | MF     | 조지아                | 가브리엘 시구아        |
| 25   | DF     |                       | 핀 반 브레멘           |
| 26   | DF     | 보스니아 헤르체고비나 | 아드리안 레온 바리시치 |
| 28   | DF     |                       | 위고 보겔              |
| 29   | DF     |                       | 무사 시세              |
| 30   | MF     |                       | 안톤 카데              |
| 32   | DF     | 가나                  | 조나스 아제테이        |
| 34   | MF     | 알바니아              | 툴란트 샤카            |

## 역대 감독
| 감독                  | 임기      |
| --------------------- | --------- |
| 페르낭 자카르         | 1937~1939 |
| 토니 샬               | 1946~1947 |
| 에른스트 후프슈미트   | 1947~1952 |
| 르네 바더             | 1952~1955 |
| 샤로시 벨러           | 1955~1957 |
| 르네 바더             | 1958~1959 |
| 빈체 예뇌             | 1959~1961 |
| 이르지 소보트카       | 1961~1965 |
| 라이너 올하우저       | 1982~1983 |
| 크리스티안 그로스     | 1999~2009 |
| 토르스텐 핑크         | 2009~2011 |
| 무라트 야킨           | 2012~2014 |
| 파울루 소자           | 2014~2015 |
| 우르스 피셔           | 2015~2017 |
| 라파엘 비키           | 2017~2018 |
| 알렉산더 프라이(대행) | 2018      |
| 마르셀 콜러           | 2018      |
| 치리아코 스포르차     | 2020~2021 |
| 기예르모 아바스칼     | 2022      |
| 알렉산더 프라이       | 2022~2023 |
| 티모 슐츠             | 2023      |
| 파비오 첼레스티니     | 2023 ~    |